# Coroa em arco

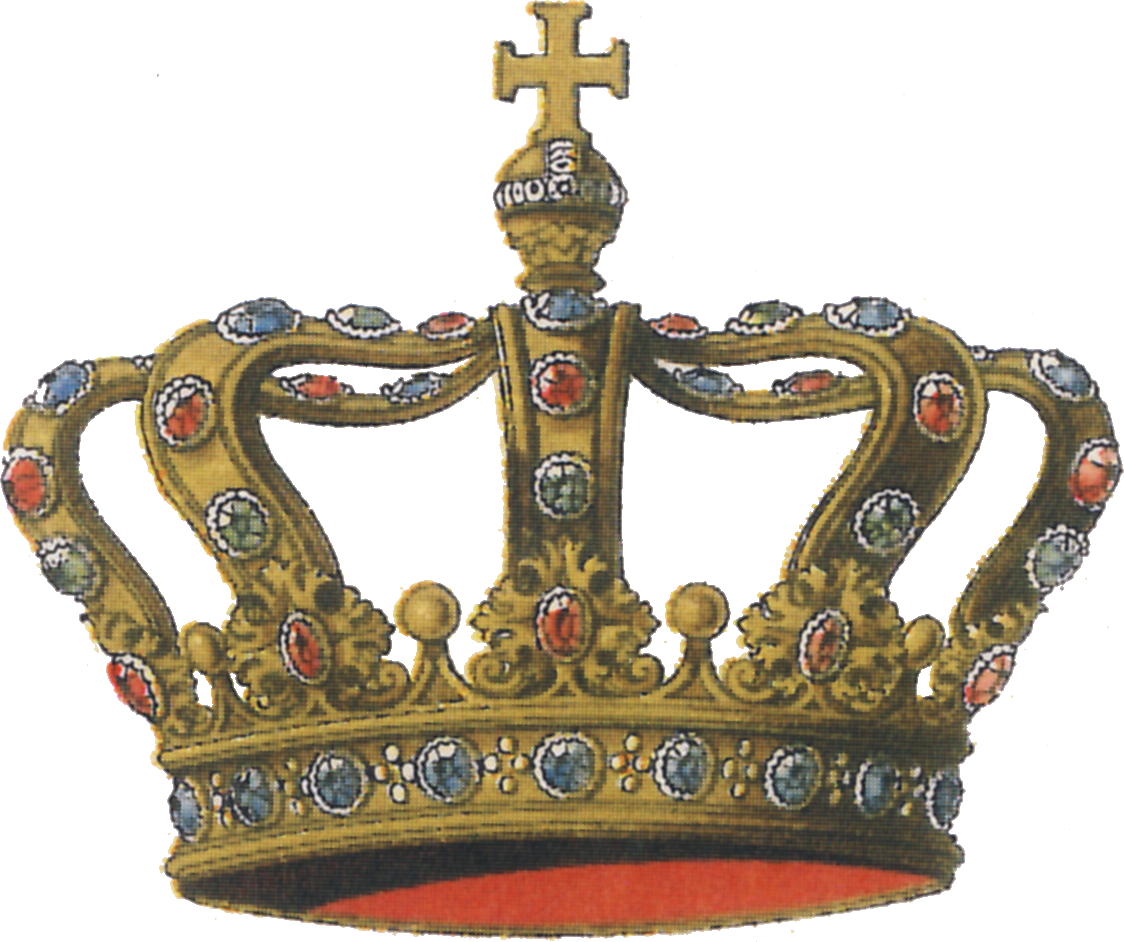
Coroa circular bávara, que costumava transportar o diamante Wittelsbach

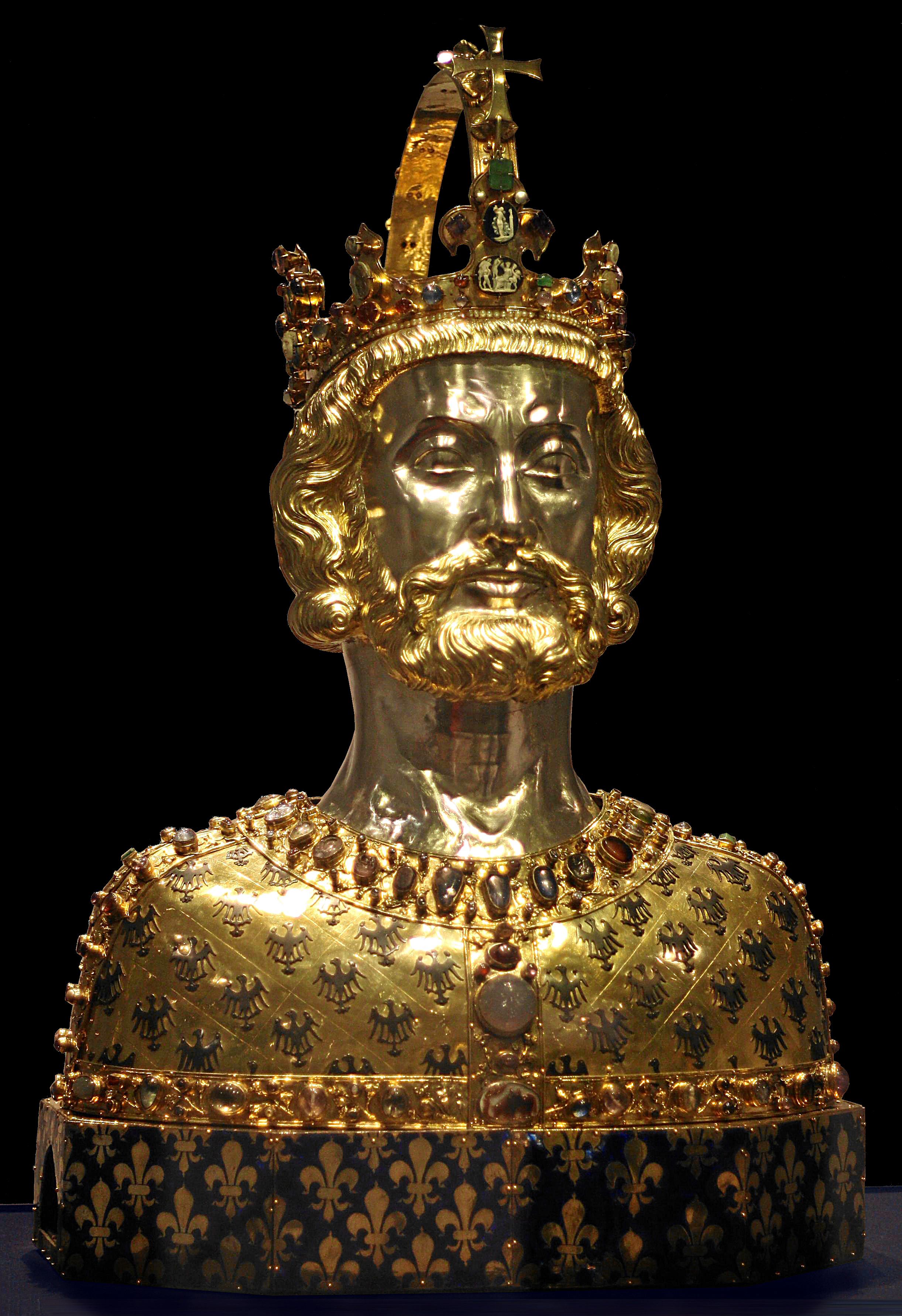
Coroa de arco no busto gótico de Carlos Magno, Tesouro da Catedral de Aachen

Uma coroa de arco (em alemão:  Bügelkrone ou Spangenkrone, em latim: faislum), coroa arqueada, ou coroa fechada, é uma coroa que consiste em uma "faixa ao redor das partes laterais da cabeça ou duas faixas sobre a cabeça". Usadas pela primeira vez pela dinastia carolíngia, coroas em arco se tornaram cada vez mais populares entre as dinastias reais no final da Idade Média, e o tipo de coroa dominante na Era Moderna.

## Origens
As coroas de arco foram introduzidas na Europa germânica pela dinastia carolíngia, que usurpou o trono do Império franco durante a dinastia Merovíngia em 751. No entanto, seu uso remonta ao final do Império Romano e do Império Bizantino. A coroa de aro carolíngia foi possivelmente derivada do capacete de aro germânico contemporâneo (em alemão:  Spangenhelm). A coroa mais antiga é a Coroa de Santa Fé em Conques, usada por Pepino I (797-838) ou Pepino II (823-864) da Aquitânia. Outros carolíngios conhecidos por usarem coroas de arco são Luís II "o alemão" (806-876), Carlos II "o Calvo" (823-877) e Odo de Vermandois (910-946). Carlos Magno (742-814) possivelmente usava uma coroa de arco, embora as obscuridades dos retratos contemporâneos, em particular nos selos, signifiquem que isso não pode ser afirmado com certeza. Às vezes, as coroas de arco carolíngio eram combinadas com um boné, usado por baixo.
Embora as coroas em arco fossem características dos reis carolíngios, havia diversos outros tipos de coroas usadas pelos membros dessa dinastia. Por exemplo, Carlos Magno também usava uma coroa em forma de colar com um anexo na parte da frente. As características mais comuns da maioria das coroas carolíngias eram "chapéu ou faixas na cabeça, faixas nas bordas e pendília". Algumas das coroas carolíngias eram imitações das coroas imperiais bizantinas que tinham a forma de uma tampa fechada (kamelaukion). Por sua vez, o imperador bizantino Justiniano I "o Grande" (483–565) tinha aros presos à sua coroa para carregar uma cruz acima dela, criando o protótipo de coroas em aro posteriores.

## Propagação
As coroas basculantes tornaram-se populares no final da Europa medieval. A coroa do Sacro Império Romano era uma coroa em arco.  O rei normando Guilherme, o Conquistador, usava uma coroa de argola e, no século XII, os reis da Hungria corrigiram seu colarinho com duas argolas. Em ambos os casos, o objetivo da adoção de uma coroa circular era não parecer ocupar uma posição de inferioridade em relação ao Sacro Imperador Romano. A coroa de Guilherme foi modelada a partir da coroa do imperador Otto I e da mesma forma decorada com doze tipos de gemas. Além disso, Guilherme teve cetro e virga criados, lembrando a insígnia imperial.
No entanto, nem todas as coroas medievais tardias tinham argolas. Por exemplo, os reis da França do século XV usavam coroas do tipo lírio, um colar decorado com quatro lírios. A coroa circular tornou-se o tipo de coroa predominante no início da Idade Moderna.